# エマ・トンプソン
デイム・エマ・トンプソン（Dame Emma Thompson, DBE, 1959年4月15日 - ）は、イギリスの女優、脚本家。5度のアカデミー賞ノミネート経験があり、1993年に『ハワーズ・エンド』でアカデミー主演女優賞を、1995年の『いつか晴れた日に』でアカデミー脚色賞を受賞した。

## 来歴

### 生い立ち
イギリス、シティ・オブ・ウェストミンスターのパディントン出身。父親は俳優・舞台監督のエリック・トンプソン、母親はスコットランド出身女優のフィリダ・ロウ、妹も女優のソフィー・トンプソンという芸能一家である。
ケンブリッジ大学ニューナム・カレッジで英文学を専攻。大学在学中に、スティーヴン・フライ、ヒュー・ローリー、トニー・スラッタリーと共に劇団を結成したり、女性だけのレビューWoman's Hourを手掛け、注目を集める。大学卒業前にエージェントと契約し、1980年に大学を卒業。

### キャリア
ケネス・ブラナー率いるルネッサンス・シアター・カンパニーに参加。BBCラジオやコメディ・ツアーに参加し、数多くの舞台に立った。1989年に『彼がステキな理由』で映画デビュー。
1993年に『ハワーズ・エンド』でアカデミー主演女優賞を受賞。翌年公開の『日の名残り』で同主演女優賞に、『父の祈りを』で同助演女優賞にノミネートされた。1995年公開の『いつか晴れた日に』では主演と脚本を兼任し、同主演女優賞と脚色賞にノミネートされ、アカデミー脚色賞を受賞。
『ハリー・ポッター』シリーズではシビル・トレローニー役で起用された。
2018年6月に女優としてのキャリアが評価され、大英帝国勲章第2位DBEを叙勲し、女性の騎士号Dame（デイム）を冠することを許される。

### 私生活
1989年8月20日にケネス・ブラナーと結婚したが、1995年10月に離婚。その後『いつか晴れた日に』で共演した俳優のグレッグ・ワイズと交際し、1999年に長女（ガイア・ロミリー）を出産、2003年に再婚。また同年には当時16歳のルワンダ人の少年（ティンジェブワ・アバガ）を養子に迎えた。

## 主な出演作品

### 映画
| 公開年 | 邦題 原題                                                                          | 役名                                                 | 備考 | 吹き替え                                        |
| ------ | ---------------------------------------------------------------------------------- | ---------------------------------------------------- | --- | ----------------------------------------------- |
| 1989   | ヘンリー五世 Henry V                                                               | キャサリン・オブ・ヴァロワ                           | | （吹き替え版なし）                              |
| 1990   | The Tall Guy                                                                       | ケイト・レモン                                       | 日本未公開 | （吹き替え版なし）                              |
| 1991   | 愛と死の間で Dead Again                                                            | グレース/アマンダ・シャープ/マーガレット・ストラウス | | 土井美加                                        |
| 1991   | 即興曲/愛欲の旋律 Impromptu                                                        | ダンタン公爵夫人 (クローデット)                      | 日本未公開 | （吹き替え版なし）                              |
| 1992   | ハワーズ・エンド Howards End                                                       | マーガレット・シュレーゲル                           | アカデミー主演女優賞受賞 英国アカデミー賞 主演女優賞受賞 ゴールデングローブ賞 主演女優賞 (ドラマ部門)受賞 | 池田昌子                                        |
| 1992   | ピーターズ・フレンズ Peter's Friends                                               | マギー・チェスター                                   | | （吹き替え版なし）                              |
| 1993   | から騒ぎ Much Ado About Nothing                                                    | ベアトリス                                           | | 塩田朋子                                        |
| 1993   | 日の名残り The Remains of the Day                                                  | ミス・ケントン（ミセス・ベン）                       | アカデミー主演女優賞ノミネート 英国アカデミー賞 主演女優賞ノミネート ゴールデングローブ賞 主演女優賞 (ドラマ部門)ノミネート | 塩田朋子                                        |
| 1993   | 父の祈りを In the Name of the Father                                               | ガレス・ピアース                                     | アカデミー助演女優賞ノミネート ゴールデングローブ賞 助演女優賞ノミネート | 要田禎子                                        |
| 1994   | ジュニア Junior                                                                    | ダイアナ・レディン医師                               | ゴールデングローブ賞 主演女優賞 (ミュージカル・コメディ部門)ノミネート | 田中敦子（ソフト版） 塩田朋子（日本テレビ版）   |
| 1994   | 恋人はパパ/ひと夏の恋 My Father the Hero                                           | アンドレの恋人                                       | クレジットなし | TBA                                             |
| 1995   | キャリントン Carrington                                                            | ドーラ・キャリントン                                 | | 山像かおり                                      |
| 1995   | いつか晴れた日に Sense and Sensibility                                             | エリノア・ダッシュウッド                             | 脚本賞 アカデミー脚色賞受賞 ゴールデングローブ賞 脚本賞受賞 英国アカデミー賞 脚色賞ノミネート 演技賞 英国アカデミー賞 主演女優賞受賞 アカデミー主演女優賞ノミネート ゴールデングローブ賞 主演女優賞 (ドラマ部門)ノミネート     | 土井美加                                        |
| 1997   | ウィンター・ゲスト The Winter Guest                                                | フランシス                                           | | 塩田朋子                                        |
| 1998   | パーフェクト・カップル Primary Colors                                              | スーザン・スタントン                                 | | 野沢由香里                                      |
| 1998   | 裏切りのKiSS Judas Kiss                                                            | サディ・ホーキンス                                   | 日本未公開 |                                                 |
| 2000   | Maybe Baby                                                                         | ドリシラ                                             | 日本未公開 | N/A                                             |
| 2002   | トレジャー・プラネット Treasure Planet                                             | アメリア船長                                         | 声の出演 | 小林聡美                                        |
| 2003   | ジャスティス 闇の迷宮 Imagining Argentina                                          | セシリア                                             | |                                                 |
| 2003   | ラブ・アクチュアリー Love Actually                                                 | カレン                                               | ゴールデングローブ賞 助演女優賞ノミネート | 高島雅羅                                        |
| 2004   | ハリー・ポッターとアズカバンの囚人 Harry Potter and the Prisoner of Azkaban        | シビル・トレローニー                                 | | 幸田直子                                        |
| 2005   | ナニー・マクフィーの魔法のステッキ Nanny McPhee                                    | ナニー・マクフィー                                   | 脚本・出演 | 高島雅羅（劇場公開版） 幸田直子（DVD・BD版）    |
| 2006   | 主人公は僕だった Stranger Than Fiction                                             | カレン・アイフル                                     | | 塩田朋子                                        |
| 2007   | ハリー・ポッターと不死鳥の騎士団 Harry Potter and the Order of the Phoenix         | シビル・トレローニー                                 | | 幸田直子                                        |
| 2007   | アイ・アム・レジェンド I am Legend                                                 | アリス・クリッピン                                   | カメオ出演（クレジットなし） | 竹村叔子（ソフト版） 佐藤しのぶ（テレビ朝日版） |
| 2008   | 情愛と友情 Brideshead Revisited                                                    | マーチメイン夫人                                     | 日本未公開 | 一城みゆ希                                      |
| 2008   | 新しい人生のはじめかた Last Chance Harvey                                          | ケイト・ウォーカー                                   | ゴールデングローブ賞 主演女優賞 (ミュージカル・コメディ部門)ノミネート | 高島雅羅                                        |
| 2009   | 17歳の肖像 An Education                                                            | 校長                                                 | | 幸田直子                                        |
| 2009   | パイレーツ・ロック The Boat That Rocked                                            | シャーロット                                         | | TBA                                             |
| 2010   | ナニー・マクフィーと空飛ぶ子ブタ Nanny McPhee and the Big Bang                     | ナニー・マクフィー                                   | 脚本・出演・製作総指揮 | 高島雅羅                                        |
| 2011   | ハリー・ポッターと死の秘宝 PART2 Harry Potter and the Deathly Hallows: Part 2      | シビル・トレローニー                                 | | 幸田直子                                        |
| 2012   | メン・イン・ブラック3 Men in Black III                                             | エージェントO                                        | | 高島雅羅                                        |
| 2012   | メリダとおそろしの森 Brave                                                         | エリノア王妃                                         | 声の出演 | 塩田朋子                                        |
| 2013   | ビューティフル・クリーチャーズ 光と闇に選ばれし者 Beautiful Creatures              | ミセズ・リンカーン / サラフィン                      | | （吹き替え版なし）                              |
| 2013   | ウォルト・ディズニーの約束 Saving Mr. Banks                                        | パメラ・トラバース                                   | ゴールデングローブ賞 主演女優賞 (ドラマ部門)ノミネート 英国アカデミー賞 主演女優賞ノミネート 全米映画俳優組合賞主演女優賞ノミネート ラスベガス映画批評家協会賞主演女優賞 受賞 ナショナル・ボード・オブ・レビュー賞 女優賞 受賞 | 塩田朋子                                        |
| 2013   | ラブ・パンチ The Love Punch                                                        | ケイト                                               | |                                                 |
| 2014   | ステイ・コネクテッド つながりたい僕らの世界 MEN, WOMEN & CHILDREN                  | ナレーション                                         | | （吹き替え版なし）                              |
| 2015   | ロング・トレイル! A Walk in the Woods                                              | キャサリン・ブライソン                               | | 塩田朋子                                        |
| 2015   | バーニー・トムソンの殺人日記 The Legend of Barney Thomson                          | セモリナ（バーニーの母親）                           | | 浅井晴美                                        |
| 2015   | 二ツ星の料理人 Burnt                                                               | ロッシルド医師                                       | | 入江純                                          |
| 2016   | ヒトラーへの285枚の葉書 Alone in Berlin                                            | アンナ・クヴァンゲル                                 | | （吹き替え版なし）                              |
| 2016   | ブリジット・ジョーンズの日記 ダメな私の最後のモテ期 Bridget Jones's Baby           | ドクター・ローリングス                               | | 高島雅羅                                        |
| 2017   | 美女と野獣 Beauty and the Beast                                                    | ポット夫人                                           | | 岩崎宏美                                        |
| 2017   | マイヤーウィッツ家の人々 (改訂版) The Meyerowitz Stories                           | モリーン                                             | | 幸田直子                                        |
| 2017   | チルドレン・アクト The Children Act                                                | フィオナ・メイ                                       | | （吹き替え版なし）                              |
| 2018   | ジョニー・イングリッシュ アナログの逆襲 Johnny English Strikes Again               | イギリス首相                                         | | 野沢由香里                                      |
| 2019   | メン・イン・ブラック:インターナショナル Men in Black: International                | エージェントO                                        | | 高島雅羅                                        |
| 2019   | ミッシング・リンク 英国紳士と秘密の相棒 Missing Link                               | ドーラ                                               | 声の出演 | 高島雅羅                                        |
| 2019   | レイトナイト 私の素敵なボス Late Night                                             | キャサリン・ニューブリー                             | | 佐伯美由紀                                      |
| 2019   | ビルド・ア・ガール How to Build a Girl                                             | アマンダ・ワトソン                                   | | （吹き替え版なし）                              |
| 2019   | ラスト・クリスマス Last Christmas                                                  | ペトラ（ケイトの母親）                               | 出演・脚本・原案・製作 | 高島雅羅                                        |
| 2021   | クルエラ Cruella                                                                   | 男爵夫人                                             | | 塩田朋子                                        |
| 2022   | マチルダ・ザ・ミュージカル Matilda the Musical                                     | トレンチブル校長                                     | Netflixオリジナル | 塩田朋子                                        |
| 2022   | グッド・ラック・トゥ・ユー、レオ・グランデ Good Luck to You, Leo Grande            | ナンシー・ストークス                                 | 日本劇場未公開 | N/A                                             |
| 2025   | ブリジット・ジョーンズの日記 サイテー最高な私の今 Bridget Jones: Mad About the Boy | ドクター・ローリングス                               | |                                                 |

### テレビ
| 放送年 | 邦題 原題                                                                           | 役名                         | 備考 | 吹き替え           |
| ------ | ----------------------------------------------------------------------------------- | ---------------------------- | --- | ------------------ |
| 1982   | Cambridge Footlights Revue                                                          | 様々なキャラクター           | | （吹き替え版なし） |
| 1982   | There's Nothing to Worry About!                                                     | ウォーリー夫人               | | （吹き替え版なし） |
| 1983   | Alfresco                                                                            | 様々なキャラクター           | 1984年まで放送 | （吹き替え版なし） |
| 1984   | The Young Ones                                                                      | モーリー＝スターリング夫人   | | （吹き替え版なし） |
| 1987   | Tutti Frutti                                                                        | スージー・ケットルズ         | | （吹き替え版なし） |
| 1987   | 戦火燃ゆる時 Fortunes of War                                                        | ハリエット・プリングル       | | （吹き替え版なし） |
| 1988   | Thompson                                                                            | 様々なキャラクター           | | （吹き替え版なし） |
| 1999   | Look Back in Anger                                                                  | アリソン・ポーター           | テレビ映画 | （吹き替え版なし） |
| 1990   | The Winslow Boy                                                                     | シャーロット・ウィンスロウ   | テレビ映画 | （吹き替え版なし） |
| 1992   | Cheers                                                                              | ナネット・グズマン           | | （吹き替え版なし） |
| 1994   | The Blue Boy                                                                        | マリー・ボナー               | テレビ映画 | （吹き替え版なし） |
| 1997   | Ellen                                                                               | 本人                         | エミー賞ゲスト女優賞 (コメディシリーズ部門)受賞                                                                                              | （吹き替え版なし） |
| 1997   | Hospital!                                                                           | エレファント・ウーマン       | | （吹き替え版なし） |
| 2001   | エマ・トンプソンのウィット / 命の詩 Wit                                             | ヴィヴィアン・ビーリング     | テレビ映画 エミー賞主演女優賞(ミニシリーズ・テレビ映画部門)ノミネート ゴールデングローブ賞主演女優賞(ミニシリーズ・テレビ映画部門)ノミネート | （吹き替え版なし） |
| 2003   | エンジェルス・イン・アメリカ Angels in America                                      | エミリー / ホームレス / 天使 | エミー賞主演女優賞(ミニシリーズ・テレビ映画部門)ノミネート                                                                                   | 幸田直子           |
| 2019   | 2034 今そこにある未来 Years and Years                                               | ヴィヴィアン・ルック         | 全6話のミニシリーズ | 塩田朋子           |
| 2022   | アガサ・クリスティー なぜ、エヴァンズに頼まなかったのか? Why Didn't They Ask Evans? | マーチャム伯爵夫人           | 全3話のミニシリーズ | 駒塚由衣           |

## 参照
1. ↑  http://www.dailyrecord.co.uk/news/tm_objectid=16236943&method=full&siteid=66633&headline=it-s-nanny-mcme-name_page.html
2. ↑  Alison Boshoff (2008年3月7日). “The young refugee who was adopted by a famous actress”. 2008年3月7日閲覧。